# Maltesiska köket

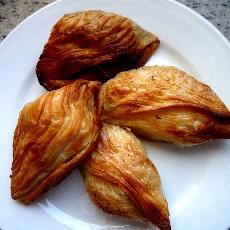
Två sorter av maltesisk pastizzi.

Maltesiska köket är ett typiskt medelhavskök, baserat på färska säsongsbetonade lokalt tillgängliga grönsaker och skaldjur. Köket är delvis influerat av det italienska köket, speciellt från Sicilien och södra Italien. Det finns många unika och särpräglade lokala maträtter och köket innehåller även de gastronomiska arven från Maltas historia, där förutom det italienska även spanska, moriska, och mer nyligen brittiska köket har influerat.
Maltesiska köket är fortfarande populärt i hushåll och restauranger i Malta. Vid sidan av Maltas traditionella kök med dess starka sydeuropeiska karaktär finns det idag en eklektisk blandning av maträtter från andra kök.